# Fiachrae
Nella tradizione storica irlandese, Fiachrae era un principe irlandese, figlio dell'alto re Eochaid Mugmedon (m.362) e di sua moglie Mongfind, sorella di Crimthann mac Fidaig (m.367). Fu antenato delle dinastie Uí Fiachrach del Connacht. Visse alla fine del IV secolo.
"La morte violenta di Crimthann mac Fidaig e dei tre figli di Eochaid Muigmedón" racconta la storia dei figli di Eochaid Mugmedón. Secondo questa saga, il suo fratellastro, il sommo re Niall Noigiallach (d. 405), fece di Brion, il fratello di Fiachrae, il suo campione e Brion conquistò così la regalità del Connacht. Ciò portò alla guerra tra Brion e Fiachrae ed essi combatterono una battaglia a Damchluain (vicino a Tuam, Contea di Galway). Fiachrae fu catturato e portato a Tara. Tuttavia, il figlio di Fiachrae Nath Í radunò le forze e sconfisse e uccise Brión in una seconda battaglia a Damchluain.
Fiachrae venne rilasciato da Niall e gli venne data la posizione di Brion come campione del re. Con suo fratello Ailill, Fiachrae andò a prendere ostaggi in Munster. I fratelli sconfissero Eochaid figlio di Crimthainn e raccolsero bottino e ostaggi. Tuttavia, Fiachrae fu gravemente ferito e morì a Ferrach, nel Meath, sulla strada di casa. Gli ostaggi del Munster furono sepolti vivi con lui come omaggio.